# Centemopsis
Centemopsis là chi thực vật có hoa trong họ Amaranthaceae.

## Danh sách loài
- Centemopsis biflora
- Centemopsis clausii
- Centemopsis conferta
- Centemopsis fastigiata
- Centemopsis filiformis
- Centemopsis glomerata
- Centemopsis gracilenta
- Centemopsis graminea
- Centemopsis kirkii
- Centemopsis longipedunculata
- Centemopsis micrantha
- Centemopsis myurus
- Centemopsis polygonoides
- Centemopsis rubra
- Centemopsis sordida
- Centemopsis trichotoma
- Centemopsis trinervis